# (58424) Jamesdunlop
(58424) Jamesdunlop – planetoida z pasa głównego asteroid okrążająca Słońce w ciągu 4 lat i 11 dni w średniej odległości 2,53 j.a. Została odkryta 22 lutego 1996 roku w Kleť Observatory w pobliżu Czeskich Budziejowic przez Miloša Tichego i Zdenka Moravca. Nazwa planetoidy pochodzi od Jamesa Dunlopa (1793-1848), australijskiego astronoma, autora Katalogu Mgławic i Obłoków Gwiazd na półkuli południowej obserwowanych z Nowej Południowej Walii oraz odkrywcy komety C/1833 S1 (Dunlop). Przed nadaniem nazwy planetoida nosiła oznaczenie tymczasowe (58424) 1996 DL1.